# Kaupichthys
Kaupichthys – rodzaj ryb promieniopłetwych z rodziny Chlopsidae.

## Rozmieszczenie geograficzne
Do rodzaju należą gatunki występujące w wodach zachodniego Oceanu Atlantyckiego, Oceanu Indyjskiego i zachodniego Oceanu Spokojnego oraz w Morzu Czerwonym.

## Morfologia
Długość ciała do 30 cm.

## Systematyka
Rodzaj zdefiniował w 1943 roku amerykański ichtiolog Leonard Peter Schultz w artykule poświęconym rybom z wysp Phoenix i Samoa odłowionym w 1939 roku podczas wyprawy USS „Bushnell”, opublikowanym na łamach biuletynu Narodowego Muzeum Historii Naturalnej. Gatunkiem typowym jest (oryginalne oznaczenie (również monotypowe)) K. diodontus.

### Etymologia
Kaupichthys: Johann Jakob Kaup (1803–1873), niemiecki paleontolog i przyrodnik; gr. ιχθυς ikhthus ‘ryba’.

### Podział systematyczny
Do rodzaju należą następujące gatunki:
- Kaupichthys atronasus Schultz, 1953
- Kaupichthys brachychirus Schultz, 1953
- Kaupichthys diodontus Schultz, 1943
- Kaupichthys hyoproroides (Strömman, 1896)
- Kaupichthys japonicus Matsubara & Asano, 1960
- Kaupichthys nuchalis Böhlke, 1967